# Abu-Nasr Mansur
Abu-Nasr Mansur (persa: ابو نصر منصور بن علی بن عراق)  (Coràsmia, c. 960 - Gazni, 1036), de nom complet Abu-Nasr Mansur ibn Alí ibn Iraq, va ser un matemàtic i astrònom persa de començaments del segle xi.

## Vida i obra
Probablement era membre de la família Banu Iraq, governadors de Coràsmia, regió en què va estudiar i on va esdevenir deixeble de Abu-l-Wafà. L'any 995 els Banu Iraq van ser enderrocats del poder i Abu-Nasr Mansur va abandonar la regió, com també ho va fer el seu deixeble al-Biruní. Uns anys després estava treballant a la cort d'Alí ibn Mamun, de la dinastia mamúnida, a la ciutat de Khorezm (actualment Khivà, Uzbekistan). No solament això, sinó que allí es va reunir amb el seu antic deixeble al-Biruní a partir de l'any 1004. Quan Coràsmia va caure en poder de Mahmud (1017), tant ell com al-Biruní, van abandonar la ciutat i es van traslladar a la cort de Mahmud, a Ghazna, on sembla que Abu-Nasr Mansur va estar la resta de la seva vida.
La fama d'Abu-Nasr Mansur es deu fonamentalment a la seva col·laboració amb el conegut astrònom al-Biruní. De fet, la majoria de les seves obres conegudes estant dedicades al seu deixeble i sembla que foren escrites a requeriment d'ell.
L'obra més important és el seu comentari al Tractat de l'Esfera de Menelau. Aquest comentari té particular importància perquè el tractat original de Menelau havia estat perdut. En el seu treball amb el tractat de Menelau, va descobrir la llei del sinus:
{\displaystyle {\frac {a}{\sin A}}\,=\,{\frac {b}{\sin B}}\,=\,{\frac {c}{\sin C}}\!}
on {\displaystyle a,b,c} són els costats d'un triangle i {\displaystyle A,B,C} són els angles oposats. També va descobrir altres teoremes de geometria esfèrica i trigonometria que van ser utilitzats per al-Biruní. No obstant, segons Samsó, va ser un astrònom pràctic, sense gaires preocupacions teòriques.